# Rivière Salée (Sainte-Rose)
Pour les articles homonymes, voir Rivière Salée.
Ne doit pas être confondu avec Rivière Salée (Guadeloupe).
La rivière Salée est un cours d'eau de Basse-Terre en Guadeloupe prenant sa source sur le territoire de Sainte-Rose et se jetant dans la mer des Caraïbes. Bien que située à proximité du bras de mer que constitue l'homonyme rivière Salée, elle ne doit pas être confondue avec cette dernière qui est un détroit et non un cours d'eau.

## Géographie
Longue de 10,4 km, la rivière Salée prend sa source à 540 m d'altitude sur les pentes orientales du morne Goton situé sur le territoire de la commune de Sainte-Rose où elle s'écoule tout au long de son cours vers le nord-est.
Elle est alimentée par les eaux de différentes petites ravines, plus ou moins asséchées suivant les saisons, passe près des sources sulfureuses de Sofaïa, puis reçoit principalement les eaux de la ravine Pendard, de la ravine Cheval et enfin de la ravine Creuse avant de se jeter dans le Grand Cul-de-sac marin, en mer des Caraïbes, juste à l'est du centre du bourg de Sainte-Rose à la pointe Caraïbe.

## Galerie

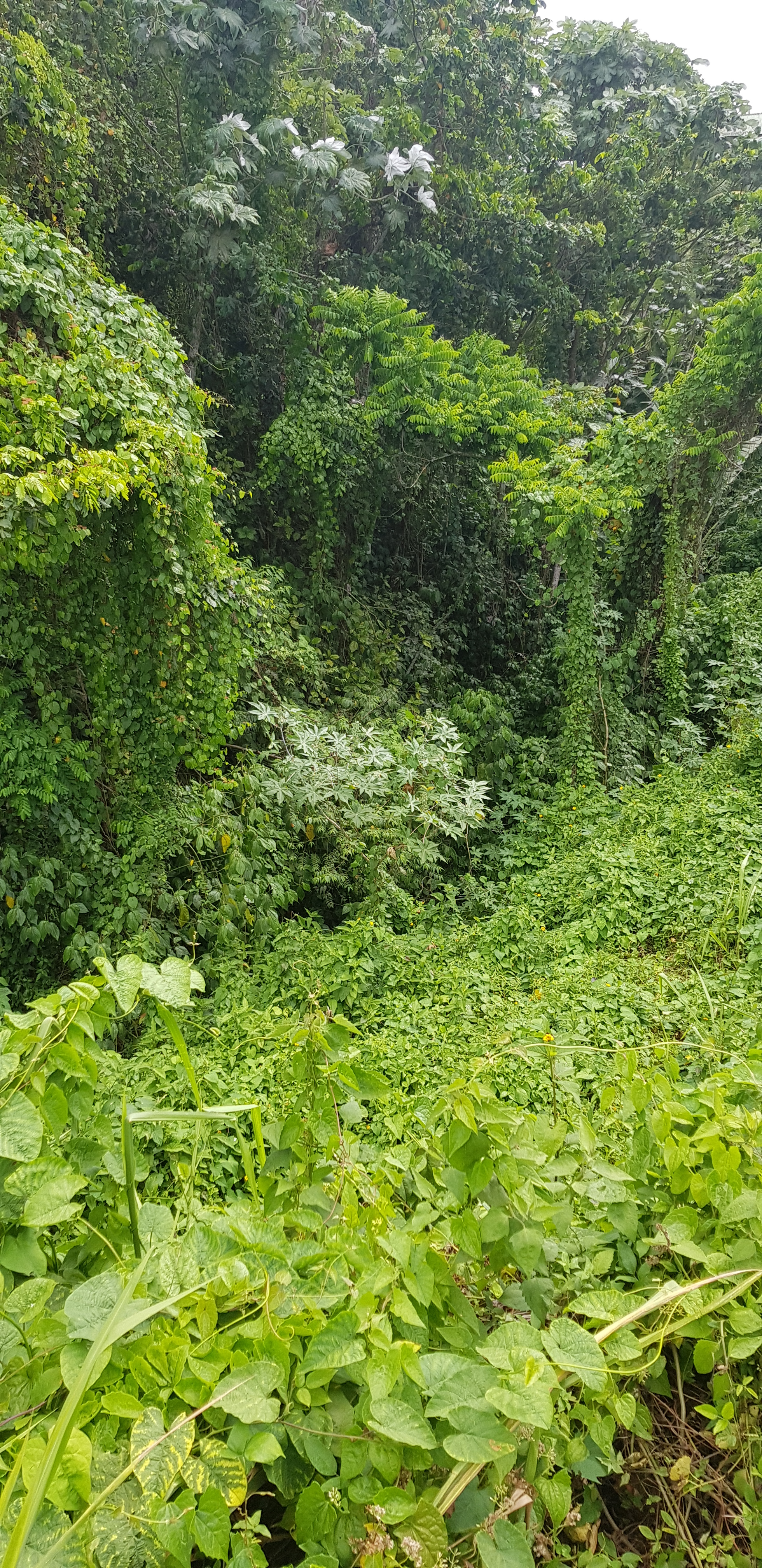
Ravine Creuse